# Lautaro Villegas
Lautaro Villegas (Neuquén, 6 de septiembre de 1996) es un futbolista argentino que juega de delantero y actualmente se encuentra en el Club Atlético San Miguel de la Primera B (Argentina). 

## Trayectoria
Oriundo de Neuquén, tuvo diferentes etapas en el fútbol formativo. A los 12 años se probó en River Plate, pero tras el Descenso de River Plate a la Primera B Nacional fue desafectado del club debido a su bajo peso.
Tras jugar en el fútbol regional (San Martín de Cipolletti y Eucalipto Blanco), y ser víctima de una estafa para probarse en Racing Club,ficha por las inferiores de Lanús, donde luego de un año en donde fue goleador en cuarta y alternó con la reserva, fue prestado a Racing de Carhue. Además, pasó por inferiores en Estudiantes de Buenos Aires e Independiente, sin mucho éxito.
En enero de 2017, se probó en Deportes Temuco de la Primera División de Chile, resultando exitosa; sin embargo, el club albiverde no contaba con cupo de extranjero, ofreciéndole entrenar sin jugar hasta 2018, a lo que decidió volver a su ciudad natal.
Ya sin opciones, se probó en Independiente (Neuquén), logrando quedar en el equipo. Tras varios problemas adnministrativos con los pases de algunos jugadores, debutó oficialmente ante Club Villa Mitre en partido válido por el Torneo Federal A 2017-18.
Luego del descenso del rojo, pasó a formar parte de Villa Mitre en la temporada 2018-19.Luego de un paso por Rivadavia de Lincoln, en octubre de 2020, es anunciado como nuevo jugador de Cipolletti. Luego de pasar por Real Pilar y  otro paso por Rivadavia, fue anunciado como nuevo jugador de Central Córdoba (Rosario) en julio de 2022.
En 2023, pasó a formar parte de Talleres (RdE) de la Primera B Argentina, en donde se coronó como campeón de la categoría en octubre del mismo año.En enero de 2024, fue anunciado como nuevo jugador del Deportivo Cali de la Categoría Primera A Colombiana, en lo que será su primera temporada en una máxima categoría.
En junio del 2024 rescindió su contrato con el Deportivo Cali, y fichó para San Miguel.

## Clubes
| Club                      | País      | Año       |
| ------------------------- | --------- | --------- |
| Independiente (Neuquén)   | Argentina | 2017-2018 |
| Villa Mitre (BB)          | Argentina | 2018-2019 |
| Rivadavia (Lincoln)       | Argentina | 2020      |
| Cipolletti                | Argentina | 2020-2021 |
| Real Pilar                | Argentina | 2021      |
| Rivadavia (Lincoln)       | Argentina | 2021-2022 |
| Central Córdoba (Rosario) | Argentina | 2022      |
| Talleres (RdE)            | Argentina | 2023      |
| Deportivo Cali            | Colombia  | 2024      |
| San Miguel                | Argentina | 2024-Act. |

## Palmarés

### Títulos nacionales
| Título    | Club                             | País      | Año  |
| --------- | -------------------------------- | --------- | ---- |
| Primera B | Talleres de Remedios de Escalada | Argentina | 2023 |